# Posesión
La posesión es un hecho jurídico que produce consecuencia jurídica y consiste en que una persona tenga en su poder una cosa corporal como señor y dueño.
En las sociedades prerromanas, posesión y propiedad se confundían, hasta que el derecho romano comenzó a regular la propiedad de forma separada marcando sus diferencias. Según esta doctrina, la posesión era un estado protegible. 
Es una situación de hecho, mas no de derecho como la propiedad, derecho real por excelencia y consecuencia de la posesión a través de la prescripción.
La posesión requiere o necesita dos elementos para configurarse y ellos son el corpus, que es la cosa en si y el animus rem sibi habendi que es la intención de tener la cosa como propia, de comportarse respecto a ella como lo haría su dueño. Es decir, la posesión requiere la intención y la conducta de un propietario. Así se distingue de la mera tenencia, en la cual el tenedor reconoce en otra persona la propiedad de la cosa en su poder.
La posesión se presume siempre de buena fe. Como establece el artículo 2363 del Código Civil argentino, el poseedor «posee porque posee».

## Naturaleza jurídica
La imprecisión de la definición y la necesidad de una detentación efectiva del bien o derecho, llevan a la mayor parte de la doctrina a considerar la posesión como un hecho con efectos jurídicos.
Si bien la posesión no es un derecho en sí, es necesaria una protección de la misma, de forma que un poseedor no se vea en la obligación de probar su título posesorio (el motivo por el cual posee lícitamente) cada vez que alguien intente interrumpir su posesión.

## Clases
Según la mayoría de la doctrina se puede diferenciar entre:
1. Posesión regular u ordinaria es aquella que aúna el justo título y la buena fe.
2. Posesión irregular es aquella donde faltan uno o los dos requisitos anteriores, es decir, el justo título y la buena fe.
3. Posesión legal es la estipulada por la ley. Por ejemplo, la del heredero o la especificada en materia de vivienda de interés social.
4. Posesión efectiva es la que declara el juez que lleva la sucesión para efectos de una posesión por parte de uno de los delegatarios de la herencia.
5. Posesión definitiva es la que se deriva de una sentencia de adjudicación por el proceso de repartición
6. Posesión de buena fe la buena fe de la que hablamos en la posesión es calificada y se probará según las estipulaciones del código de derecho civil.
7. Posesión presunta es aquella que se tiene por imperio de la ley, con independencia de la voluntad y el conocimiento del poseedor, pero solo se aplica a la vivienda de interés social, cuando el arrendatario de un bien inmueble deja de pagar el canon de arrendamiento por 1 año.

### Protección de la posesión
En todos los ordenamientos políticos se ha convenido que la justa posesión es un derecho protegible en la medida que garantiza la paz social. Así, quien crea tener un derecho de posesión mejor que aquel que lo ejerce, debe acudir a los tribunales de justicia. Las legislaciones han incluido la figura del interdicto posesorio, que se muestra ante los tribunales, bien para evitar los actos que pudieran perturbar la paz de la posesión, bien aquellos que privan al poseedor del bien o derecho.
La posesión puede llevarse a cabo por muchos títulos posesorios diferentes: propiedad, arrendamiento, depósito, prenda, etc. Por lo tanto, la persona que ostenta la posesión no tiene por qué ser siempre el propietario, sino que dependerá de cada caso concreto.
La protección de la posesión es provisional y supone una serie de presunciones en favor del poseedor: la buena fe, la posesión de los bienes muebles de aquel que posee el bien inmueble donde se encuentran y la continuidad.
La posesión tiene además un efecto especial: cuando es en concepto de dueño, pacífica e ininterrumpida durante un periodo de tiempo largo, permite la adquisición de la propiedad del bien; es lo que se conoce como usucapión.

## Regulaciones nacionales

### Derecho español
El Código Civil de España distingue dos tipos de posesión:
1. Posesión natural: la tenencia de una cosa o el disfrute de un derecho por una persona.
2. Posesión civil: la tenencia de una cosa o el disfrute de un derecho por una persona unidos a la intención de haber la cosa o el derecho como suyos. Es la única considerada como título suficiente para adquirir la propiedad u otro derecho real por usucapión.

La posesión civil a su vez se divide en:                
- Posesión en concepto de dueño: la que ejerce el dueño de la cosa o aquel que tiene motivos suficientes para creerse dueño.
- Posesión en concepto distinto de dueño: la que ejerce un no dueño. Se divide en:
  - Posesión en nombre propio: se posee la cosa para un uso propio sin ser el dueño.
  - Posesión en nombre ajeno: es el llamado servidor de la posesión. Es aquel que tiene la posesión de la cosa para un uso ajeno.

### Derecho chileno
Según el artículo 700 del Código Civil de Chile, la posesión es «la tenencia de una cosa determinada con ánimo de señor o dueño, sea que el dueño o el que se da por tal tenga la cosa por sí mismo, o por otra persona que la tenga en lugar y a nombre de él.»
Por otro lado, señala el inciso segundo de este mismo artículo que "el poseedor es reputado dueño, mientras otra persona no justifica serlo".
La posesión se puede agrupar en útil e inútil.
- Posesiones útiles son aquellas que habilitan para adquirir el dominio por prescripción adquisitiva. Esta especie se subdivide en posesión regular e irregular.
- Posesiones inútiles o viciosas son aquellas que no conducen a la adquisición del dominio por prescripción. Tales son, la posesión violenta y clandestina.

En consecuencia, podemos distinguir entre posesión:
- Regular es la que procede de justo título y ha sido adquirida de buena fe; además, si el título es traslaticio de dominio, es necesaria la tradición.
- Irregular es la que carece de uno o más de los requisitos de la posesión regular.
- Violenta es la que se adquiere por la fuerza, la cual puede ser actual o inminente.
- Clandestina es la que se ejerce ocultándola a los que tienen derecho para oponerse a ella.[2]

La tramitación de la protección jurídica de la posesión está regulada en los artículos 549 al 564 del Título IV del Código de Procedimiento Civil vigente (DE LOS INTERDICTOS).

### Derecho argentino
Según el artículo 2351 del Código Civil de Argentina habrá posesión cuando alguna persona por sí o por otro tenga la cosa bajo su poder con intención de someterla al ejercicio de un derecho de propiedad.
Por otro lado, el artículo 2352 señala: «El que tiene efectivamente una cosa, pero reconociendo en otro la propiedad, es simple tenedor de la cosa y representante de la posesión del propietario, aunque la ocupación de la cosa repose sobre un derecho.»
En estos dos artículos se señala como se ejerce la posesión y la diferencia que tiene con la tenencia.

### Derecho mexicano
Según el artículo 791 del Código Civil Federal de México, «cuando en virtud de un acto jurídico el propietario entrega a otro una cosa, concediéndole el derecho de retenerla temporalmente en su poder en calidad de usufructuario, arrendatario, acreedor pignoraticio, depositario, u otro título análogo, los dos son poseedores de la cosa. El que la posee a título de propietario tiene una posesión originaria; el otro, una posesión derivada.»
Señala también el artículo 793 que «cuando se demuestre que una persona tiene en su poder una cosa en virtud de la situación de dependencia en que se encuentra respecto del propietario de esa cosa, y que la retiene en provecho de éste en cumplimiento de las órdenes e instrucciones que de él ha recibido, no se le considera poseedor.»